# Qualcosa ca nu' mmore
Qualcosa ca nu' mmore è il terzo album dei Napoli Centrale, pubblicato dalla Dischi Ricordi nel 1977.

## Tracce
Lato A
1. O nemico mio – 8:42 (testo: Franco Del Prete, musica: James Senese)
2. O specchio addo' me guardo – 8:30 (James Senese)
3. Qualcosa ca nu' mmore – 4:34 (James Senese)

Durata totale: 21:46
Lato B
1. A musica mia che r'è – 5:58 (testo: Franco Del Prete, musica: James Senese)
2. 'A musica si tu – 6:06 (James Senese)
3. Nun song na vacca – 4:17 (testo: Franco Del Prete, musica: James Senese)

Durata totale: 16:21

## Musicisti
- James Senese - sintetizzatore echo roland, sassofono soprano, sassofono tenore, legni (woodwind), voce
- Franco Del Prete - batteria, barattolo
- Pippo Guarnera - pianoforte acustico, organo hammond C-3
- Alfonso Adinolfi - percussioni

Ospite
- Ngtù Mabutu (pseudonimo di Pino Daniele) - basso fender, pedalboard Mxr 90 (brano: O nemico mio)

Note aggiuntive
- Attilio Ruggiero - tecnico di studio